# الاتحاد الجمركي للاتحاد الأوروبي
الاتحاد الجمركي للاتحاد الأوروبي (بالإنجليزية: European Union Customs Union)‏ ويعرف اختصارا ب EUCU، هو اتحاد جمركي يجمع بين جميع الدول الأعضاء في الاتحاد الأوروبي، موناكو، وبعض التبعيات البريطانية التي ليست جزءا من الاتحاد الأوروبي. بعض المناطق التابعة لبعض أعضاء الاتحاد الأوروبي لا تشارك في الاتحاد الجمركي بسبب انفصالها الجغرافي عن القارة الأوروبية. بالإضافة إلى الاتحاد الجمركي الأوروبي، يشارك الاتحاد الأوروبي في اتحادات جمركية مع أندورا وسان مارينو وتركيا (بعض السلع مستثناة) من خلال اتفاقيات ثنائية ومنفصلة.
منذ تأسيسه في عام 1958، يعد الاتحاد الجمركي عنصرا رئيسيا في الاتحاد الأوروبي. لا توجد أي تعريفات جمركية أو حواجز غير جمركية على التجارة بين أعضاء الاتحاد الجمركي. وعلى خلاف منطقة التجارة الحرة، يفرض أعضاء الاتحاد الجمركي تعريفة خارجية مشتركة على جميع السلع التي تدخل الاتحاد.
تقوم المفوضية الأوروبية بالتفاوض نيابة عن جميع أعضاء الاتحاد في الاتفاقيات التجارية الدولية، بدلا من التفاوض مع كل دولة عضو بشكل فردي. كما تمثل الاتحاد في منظمة التجارة العالمية وفي أي نزاعات تجارية تتوسط فيها.

## أعضاء من خارج الاتحاد
موناكو وأقاليم أكروتيري ودكليا، غيرنسي، جزيرة مان وجيرزي البريطانية هي جزء من الاتحاد الجمركي الأوروبي.
| الدولة أو الإقليم      | الاتفاق | الدخول حيز التنفيذ | ملاحظات |
| ---------------------- | --- | ------------------ | ------- |
| موناكو                 | الاتفاقية الجمركية بين فرنسا وإمارة موناكو. | 1963               |         |
| أكروتيري ودكليا        | القانون المتعلق بشروط انضمام الجمهورية التشيكية وجمهورية إستونيا وجمهورية قبرص وجمهورية لاتفيا وجمهورية ليتوانيا وجمهورية هنغاريا وجمهورية مالطة وجمهورية بولندا وجمهورية سلوفينيا والجمهورية السلوفاكية والتعديلات على المعاهدات التي أُسس عليها الاتحاد الأوروبي البروتوكول رقم 3 بشأن مناطق القواعد السيادية للمملكة المتحدة لبريطانيا العظمى وأيرلندا الشمالية في قبرص | 1 مايو 2004        |         |
| غيرنسي جزيرة مان جيرزي | الوثائق المتعلقة بالانضمام إلى الجماعات الأوروبية لمملكة الدنمارك وإيرلندا ومملكة النرويج والمملكة المتحدة لبريطانيا العظمى وأيرلندا الشمالية البروتوكول رقم 3 بشأن جزر القنال وجزيرة مان | 1 يناير 1973       |         |

### اتحادات جمركية ثنائية
تجمع اتحادات جمركية ثنائية منفصلة بين الاتحاد الأوروبي وكل من أندورا وسان مارينو وتركيا (مرشحة للانضمام للاتحاد).
| الدولة                        | الاتفاق                                                                                  | دخول حيز التنفيذ | ملاحظات                       |
| ----------------------------- | ---------------------------------------------------------------------------------------- | ---------------- | ----------------------------- |
| أندورا                        | الاتفاق عبارة عن تبادل رسائل بين السوق الأوروبية المشتركة وإمارة أندورا – تصريحات مشتركة | 1 يناير 1991     | يتم استثناء المنتجات الفلاحية |
| سان مارينو                    | اتفاق التعاون والاتحاد الجمركي بين السوق الأوروبية المشتركة وسان مارينو                  | 16 ديسمبر 1991   |                               |
| انضمام تركيا للاتحاد الأوروبي | القرار رقم 1/95 الذي أسس الاتحاد الجمركي بين تركيا والاتحاد الأوروبي                     | 31 ديسمبر 1995   | يتم استثناء المنتجات الفلاحية |

## أقاليم الاتحاد الأوروبي المستثناة
بالرغم من أن جميع الدول الأعضاء في الاتحاد الأوروبي هي جزء من الاتحاد الجمركي، إلا أن جميع أراضيها لا يشملها الاتفاق. لا تشارك أقاليم ما وراء البحار التابعة لدول الاتحاد الأوروبي عموما في الاتحاد الجمركي.
4 دول أعضاء في الاتحاد الأوروبي لديها أقاليم لا يشملها اتفاق الاتحاد الجمركي للاتحاد الأوروبي :
- بوزنغن أم هوخراين (إقليم ألماني معزول يقع داخل سويسرا، وهو جزء من الاتحاد الجمركي بين ليشتنشتاين وسويسرا)[12][13]
- كامبيوني ديتاليا والمياه الإيطالية المجاورة لبحيرة لوغانو (إقليم إيطالي معزول يقع داخل سويسرا، وهو جزء من الاتحاد الجمركي بين ليشتنشتاين وسويسرا)، و ليفينيو[12][13]
- سبتة ومليلية (مدينيتين إسبانيتين في شمال أفريقيا متنازع عليهما مع المغرب).[12][13]
- بولينزيا الفرنسية، الأراضي الفرنسية الجنوبية والأنتارتيكية، كاليدونيا الجديدة، سان بارتيلمي، سان بيير وميكلون وواليس وفوتونا : «البلدان وأقاليم ماوراء البحار الفرنسية التي تنطبق عليها المادة 4 من معاهدة روما».[13][14]

الأقاليم التالية ليست مدرجة في المادة 952/2013 ولكن قد لا تكون مُشاركة لأسباب أخرى :
- جبل طارق[11][15]
- هليغولاند[11][12]

## قانون الجمارك للاتحاد
دخل قانون الجمارك للاتحاد (UCC)، الذي يهدف إلى تحديث الإجراءات الجمركية، حيز التنفيذ في 1 مايو 2016. سيتم تنفيذه خلال فترة زمنية محددة ويُتوقع التنفيذ الكامل له بحلول 31 ديسمبر 2020 على أبعد تقدير. صرحت المفوضية الأوروبية أن الهدف من القانون هو البساطة والخدمة والسرعة.

## التعريفات الخارجية المشتركة
يحدد الاتحاد الجمركي للاتحاد الأوروبي أسعار التعريفة الجمركية على الواردات إلى الاتحاد الأوروبي من دول أخرى. هذه الأسعار مفصلة وتُحدد وفقا لنوع المنتجات المستوردة وأيضا حسب الوقت من السنة.